# يبهون اتش إم دي
طائرة (اليبهون إتش إم دي ) هي هدف جوي عالي الأداء لها قدرة فائقة على المناورة الجوية وتستطيع الوصول إلى ارتفاعات عالية باستخدام محرك توربيني. ولديها القدرة على الطيران لوقت طويل وبأداء عال.
يمكن اطلاقها من السفن أو البر باستخدام منظومة اطلاق تقليدية و بدون استخدام معززات الإطلاق.إن سعة حجمها الداخلي يمكنها من حمل عدة أنواع من عاكسات الرادارالفعالة أو السلبية. يمكنها أيضا حمل عبوات الدخان والشعلات ذوات الأشعة دون الحمراء ومؤشرات مسافة عدم الإصابة وكذلك أجهزة الارتفاع المنخفض ومرسلات الأشارة.
إن (اليبهون إتش إم دي ) صممت خصيصا لتستخدم كهدف للمدافع المضادة للطائرات

هيبون قبل الإطلاق

هيبونhmd في المعرض الماليزي

وصواريخ أرض- جو أو جو- جو.

## المواصفات
المسافة بين الجناحين
3.38 متر 	11 قدم
الطول
4.32 متر 	14.1 قدم
الارتفاع
0.66 متر 	2.18 قدم
وزن الطائرة فارغة
105 كجم 	231 رطل
حمولة الإقلاع القصوى
220 كجم 	485 رطل
وزن الأحمال
25 كجم 	55 رطل
سعة خزان الوقود 	110 لتر 	29 جالون

## اداء الرحلة
سرعة السقوط (سطح البحر)
162 كم/س
[45 م/ث]
87 عقدة
سرعة التحليق
450-648 كم/س
[125-180 م/ث]
242-349 عقدة
سرعة التشغيل
0.55 -0.67 ماك
السرعة القصوى
800 كم/س
[222 م/ث]
432 عقدة
معدل التسلق (سطح البحر)

[30 م/ث]
فترة الطيران
60 دقيقة

سقف الارتفاع (العملي)
8000 متر

26200 قدم
سقف الارتفاع (النظري)
9500 متر

## لأحمال
يمكن إستيعاب مجموعة كبيرة من الأحمال مثل:
- عبوات الدخان
- الشعلات الحرارية دون الحمراء
- عاكسات أشعة الرادار الفعالة والسلبية
- عدسة لونبرج

31100 قدم 

## وصلات خارجية
http://www.alriyadh.com/2009/02/24/article411925.html
http://adcom-systems.com/ARB/Targets/YAHBON-HMD/Overview.html